# Diocesi di Palmas-Francisco Beltrão

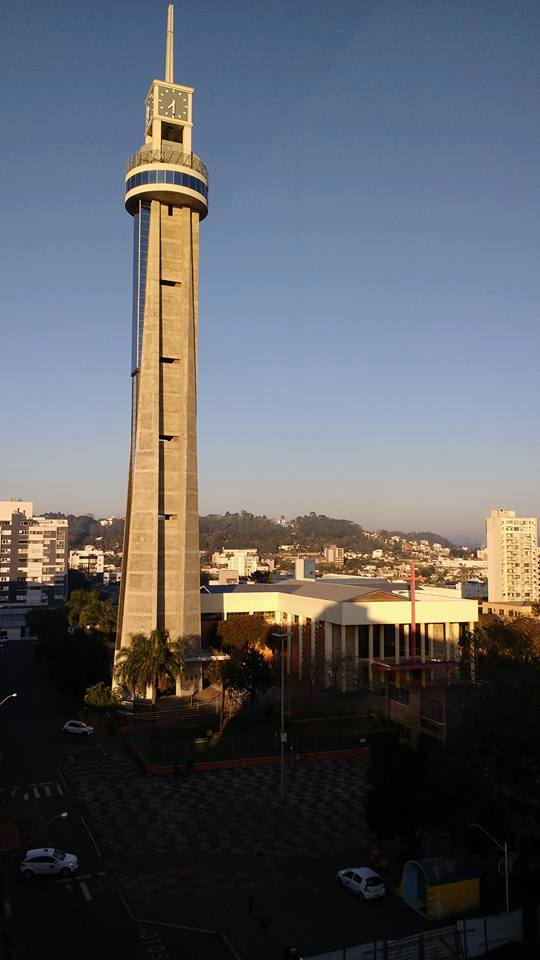
La concattedrale di Nostra Signora della Gloria a Francisco Beltrão, con l'alto campanile

La diocesi di Palmas-Francisco Beltrão (in latino Dioecesis Palmensis-Beltranensis) è una sede della Chiesa cattolica in Brasile suffraganea dell'arcidiocesi di Cascavel. Nel 2021 contava 565.000 battezzati su 643.850 abitanti. È retta dal vescovo Edgar Xavier Ertl, S.A.C.

## Territorio
La diocesi comprende 42 comuni dello stato brasiliano del Paraná.
Sede vescovile è la città di Palmas, dove si trova la cattedrale del Buon Gesù. A Francisco Beltrão sorge la concattedrale di Nostra Signora della Gloria.
Il territorio si estende su una superficie di 18.719 km² ed è suddiviso in 46 parrocchie, raggruppate in 7 decanati: Dois Vizinhos, Palmas, Barracão, Realeza, Pato Branco, Francisco Beltrão e São João.

## Storia
La prelatura territoriale di Palmas fu eretta il 9 dicembre 1933 con la bolla Ad maius christifidelium di papa Pio XI, ricavandone il territorio dalle diocesi di Lages e di Ponta Grossa. Originariamente era suffraganea dell'arcidiocesi di Curitiba.
Il 14 gennaio 1958 cedette una porzione di territorio a vantaggio dell'erezione della diocesi di Chapecó (oggi arcidiocesi) e contestualmente fu elevata a diocesi con la bolla Quoniam venerabilis di papa Pio XII.
Il 16 ottobre 1979 entrò a far parte della provincia ecclesiastica dell'arcidiocesi di Cascavel.
Il 9 febbraio 1984, in forza del decreto Quo aptius della Congregazione per i vescovi, cedette i comuni di Bituruna e di General Carneiro alla diocesi di União da Vitória.
Il 7 gennaio 1987, in forza del decreto Cum urbs della medesima Congregazione, la chiesa di  Nostra Signora della Gloria di Francisco Beltrão è stata elevata al rango di concattedrale e la diocesi ha assunto il nome attuale.

## Cronotassi dei vescovi
Si omettono i periodi di sede vacante non superiori ai 2 anni o non storicamente accertati.
- Sede vacante (1933-1947)

- Carlos Eduardo de Sabóia Bandeira Melo, O.F.M. † (13 dicembre 1947 - 7 febbraio 1969 deceduto)
- Agostinho José Sartori, O.F.M.Cap. † (16 febbraio 1970 - 24 agosto 2005 ritirato)
- José Antônio Peruzzo (24 agosto 2005 - 7 gennaio 2015 nominato arcivescovo di Curitiba)
- Edgar Xavier Ertl, S.A.C., dal 27 aprile 2016

## Statistiche
La diocesi nel 2021 su una popolazione di 643.850 persone contava 565.000 battezzati, corrispondenti all'87,8% del totale.
| anno | popolazione | popolazione | popolazione | presbiteri | presbiteri | presbiteri | presbiteri                | diaconi | religiosi | religiosi | parrocchie |
| anno | battezzati  | totale      | %           | numero     | secolari   | regolari   | battezzati per presbitero | diaconi | uomini    | donne     | parrocchie |
| ---- | ----------- | ----------- | ----------- | ---------- | ---------- | ---------- | ------------------------- | ------- | --------- | --------- | ---------- |
| 1950 | 126.900     | 137.630     | 92,2        | 23         | 3          | 20         | 5.517                     |         | 22        | 36        | 11         |
| 1966 | 339.340     | 379.694     | 89,4        | 49         | 14         | 35         | 6.925                     |         | 36        | 125       | 27         |
| 1968 | 470.000     | 520.000     | 90,4        | 45         | 7          | 38         | 10.444                    |         | 38        | 50        | 29         |
| 1976 | 553.500     | 635.500     | 87,1        | 74         | 16         | 58         | 7.479                     |         | 80        | 140       | 34         |
| 1980 | 596.000     | 709.000     | 84,1        | 73         | 12         | 61         | 8.164                     |         | 94        | 156       | 38         |
| 1990 | 557.000     | 632.000     | 88,1        | 73         | 23         | 50         | 7.630                     |         | 100       | 158       | 39         |
| 1999 | 507.000     | 562.000     | 90,2        | 76         | 26         | 50         | 6.671                     | 2       | 155       | 160       | 41         |
| 2000 | 513.000     | 569.000     | 90,2        | 78         | 25         | 53         | 6.576                     | 3       | 144       | 134       | 41         |
| 2001 | 484.680     | 557.103     | 87,0        | 79         | 26         | 53         | 6.135                     | 3       | 99        | 133       | 42         |
| 2002 | 487.743     | 557.103     | 87,5        | 80         | 27         | 53         | 6.096                     | 4       | 99        | 113       | 43         |
| 2003 | 487.448     | 557.443     | 87,4        | 77         | 28         | 49         | 6.330                     | 2       | 113       | 113       | 43         |
| 2004 | 490.787     | 557.707     | 88,0        | 78         | 30         | 48         | 6.292                     | 6       | 110       | 115       | 43         |
| 2013 | 549.000     | 626.000     | 87,7        | 83         | 40         | 43         | 6.614                     | 6       | 68        | 102       | 44         |
| 2016 | 544.000     | 619.876     | 87,8        | 88         | 46         | 42         | 6.181                     | 6       | 61        | 95        | 45         |
| 2019 | 556.200     | 633.800     | 87,8        | 87         | 42         | 45         | 6.393                     | 6       | 65        | 91        | 47         |
| 2021 | 565.000     | 643.850     | 87,8        | 87         | 45         | 42         | 6.494                     | 6       | 60        | 72        | 46         |